# Tulipa tschimganica
Tulipa tschimganica är en liljeväxtart som beskrevs av Botschantz. Tulipa tschimganica ingår i släktet tulpaner, och familjen liljeväxter. Inga underarter finns listade.

## Bildgalleri

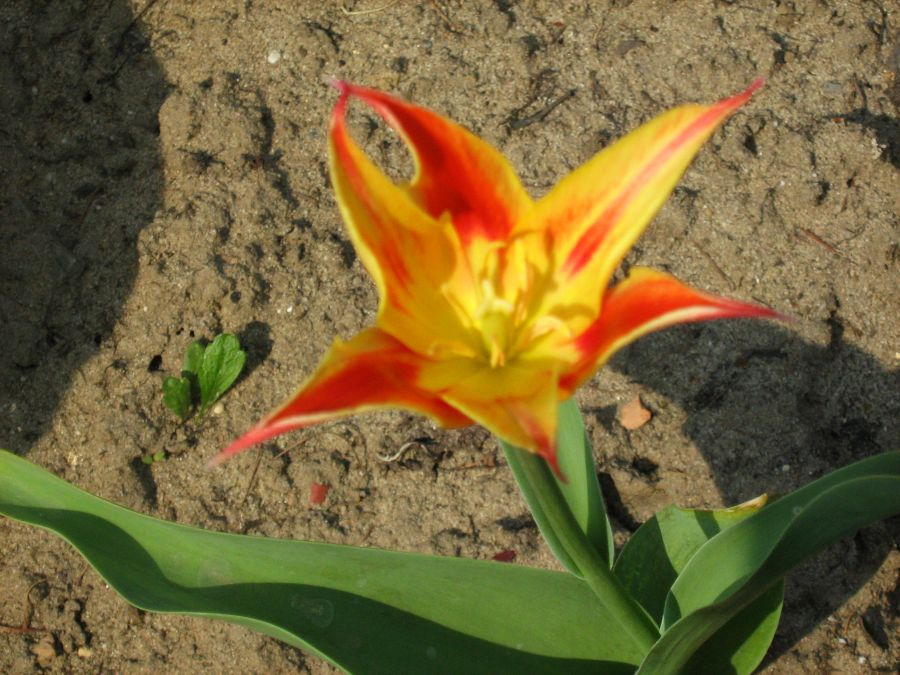
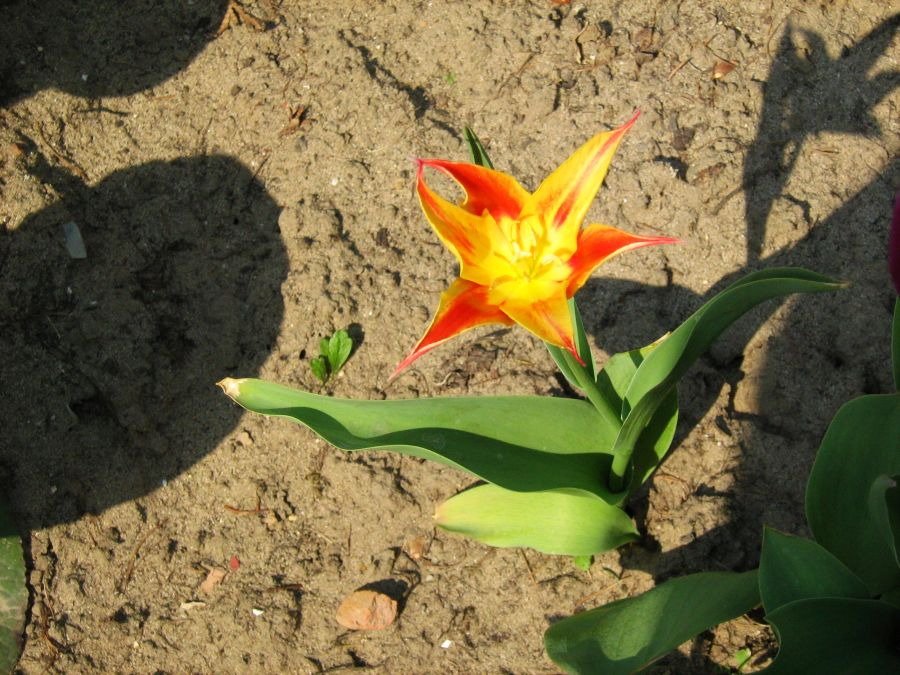
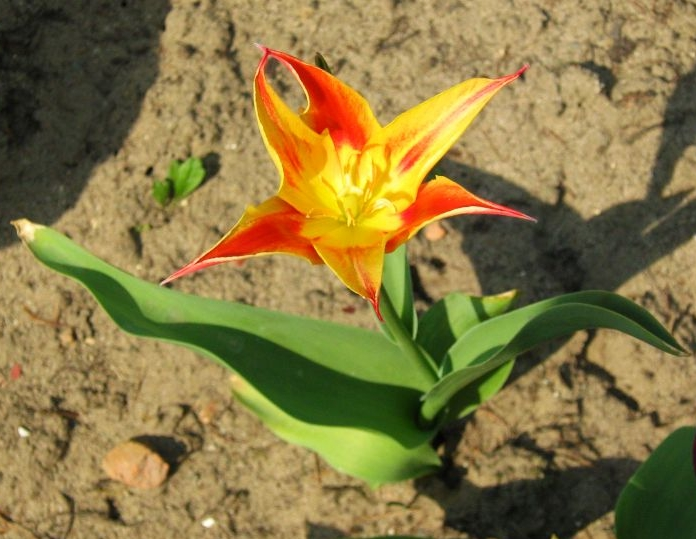
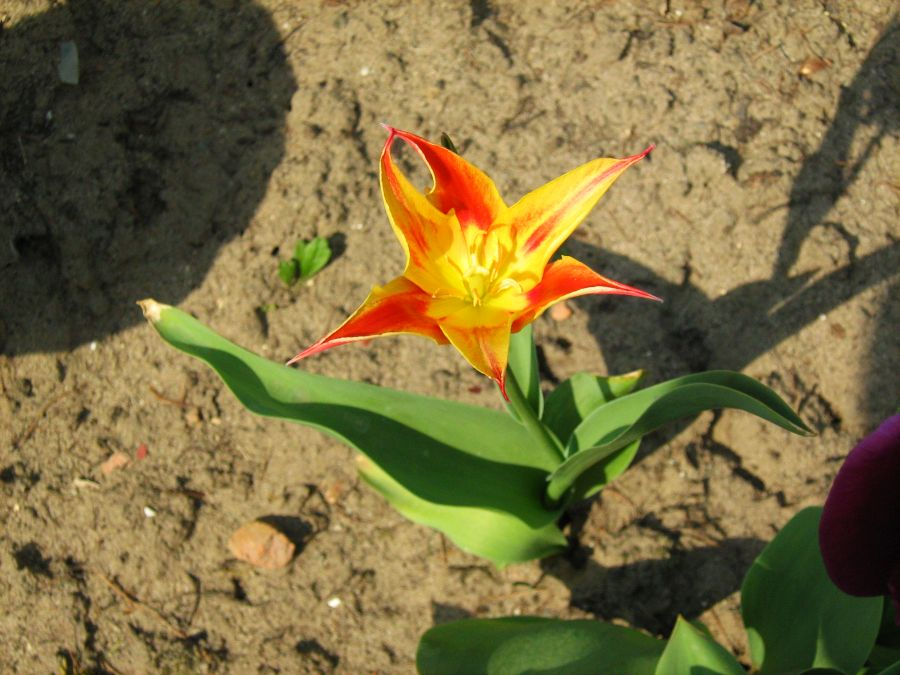